# Гидрохимический институт
Гидрохимический институт (ГХИ) Федеральной службы по гидрометеорологии и мониторингу окружающей среды (Росгидромет) – ведущее научно-исследовательское учреждение в России в области гидрохимии и оценки качества поверхностных вод суши. Институт основан в 1920 г., в Новочеркасске, в  1921 г. одним из первых в стране получил статус научно-исследовательского института, а в 1977 году перебазирован в Ростов-на-Дону.

## История

### 1920-30-е годы
Первым директором ГХИ был назначен  профессор, заслуженный деятель науки и техники, доктор химических наук, Павел Александрович Кашинский. В первые годы работы в институте проводились планомерные исследования гидрохимического режима ряда водных объектов, разрабатывались методы химического анализа природных вод и лечебных грязей, методология гидрохимических наблюдений. Большой вклад в развитие методов химического анализа природных вод и методологии гидрохимических наблюдений внесли П.А. Кашинский, Н.В. Веселовский, И.А. Гончарова, Н.А. Гусев, В.Я. Еременко, М.И. Кривенцов, К.Г. Лазарев, Н.Г. Фесенко.
С 1938 Гидрохимический институт (ГХИ) находился в составе Академии наук СССР.

### 1940-50-е годы
В годы Великой Отечественной войны, во время оккупации г. Новочеркасска, П.А. Кашинскому удалось сохранить оборудование института и его библиотеку и продолжить работу по камеральной обработке полученных ранее результатов полевых наблюдений.
В октябре 1951 г. Президиум АН СССР назначил директором Гидрохимического института члена-корреспондента АН СССР Олега Александровича Алекина, который руководил научным учреждением вплоть до 1961 года.
Под руководством  О.А. Алекина и при непосредственном его участии сотрудниками института проведены масштабные гидрохимические исследования на крупных водных объектах – оз. Балхаш, реках Волге и Дон, Цимлянском и Волжских водохранилищах, на трассе Главного Туркменского канала в Кара-Кумах, а также на прудах Юго-Востока ЕТС, в районах рудных месторождений Северного Кавказа и др. 
По результатам исследований этого периода ведущими специалистами ГХИ были написаны фундаментальные работы: «Гидрохимия оз. Балхаш» (М.Н. Тарасов), «Гидрохимия Волги и ее водохранилищ» (А.А. Зенин), «Органическое вещество в водах южных морей СССР» (В.Г. Дацко), «Пруды в засушливых районах и их гидрохимия» (Н.В. Веселовский), «Сток растворенных веществ с территории СССР», (О.А. Алекин, Л.В. Бражникова). О.А. Алекиным и  Л.В. Бражниковой были составлены карты внутригодового распределения ионного стока рек СССР и карта показателей ионного стока с территории их водосборов. Карты были включены в географический атлас мира. Подготовлены и опубликованы два сборника: «Химический анализ вод суши» (1954 г.), «Современные методы химического анализа природной воды» (1959 г.).
Выполненные в этот период исследования и их результаты способствовали не только значительному углублению знаний об основных закономерностях в области гидрохимии, познанию природы химического состава различных водных объектов и их гидрохимического режима, но и позволили решать многие практические вопросы, возникающие в связи с использованием водных ресурсов для нужд народного хозяйства.
Гидрохимический институт с этого времени становится ведущим научно-исследовательским центром в нашей стране и единственным в мире институтом в области гидрохимии природных вод. Существенную роль в этом сыграли Гидрохимические совещания, в которых участвовали известные ученые страны.

### 1960-70-е годы
С 1963 г. по настоящее время ГХИ находится в составе Гидрометслужбы России (ныне Федеральной службы по гидрометеорологии и мониторингу окружающей среды (Росгидромет)), и на него возложены функции научно-методического руководства сетью лабораторий Гидрометслужбы в части поверхностных вод суши.
В 70-е годы под научно-методическим руководством ГХИ и при его непосредственном участии выполнены работы по подготовке и созданию общегосударственной системы наблюдений и контроля за уровнем загрязнения природной среды (ОГСНК) в части поверхностных вод суши. С этого времени ГХИ занимается разработкой научно-методических основ организации, функционирования и совершенствования наблюдений за загрязнением поверхностных вод суши; нормативных документов по организации и проведению режимных, специальных и оперативных наблюдений, контролю качества гидрохимической информации, прогнозированию загрязненности вод; осуществляет научно-методическое руководство работой сетевых подразделений Росгидромета.
В 1975 г. в Гидрохимическом институте создан и функционирует по настоящее время режимно-справочный банк данных «Качество поверхностных вод» (РСБД КПВ), содержащий текущую и ретроспективную гидрохимическую информацию о качестве и загрязненности поверхностных вод страны с 1936 г.

### 1980-2000-е годы
С 1989 г. Гидрохимический институт обеспечивает функционирование национальной подсистемы, входящей в глобальную систему мониторинга окружающей среды (ГСМОС/Вода), включая систему гарантий и контроля качества гидрохимических данных, являясь национальным центром и координатором от России по этой международной программе.
Институт принимал активное участие в международном сотрудничестве  с США, Швецией, Болгарией, Польшей, Чехословакией, Германией, Венгрией, в международных программах по линии ЮНЕСКО, по унификации и стандартизации методов химического анализа, разработке систем комплексной автоматизации контроля качества природных вод. В течение 20 лет продолжались совместные научные исследования с Агентством по охране окружающей среды США в области охраны вод озер и эстуариев.
В сложных экономических условиях 90-х годов институт продолжал обеспечивать научно-методическое сопровождение работ сетевых подразделений Росгидромета и проводить научные исследования. Основные усилия ученых были направлены на разработку нормативно-методических документов, как по организации и функционированию системы мониторинга, так и по кардинальной переработке действующих методик анализа вод. Большое внимание уделялось вопросам гарантий качества гидрохимической информации. Издана монография «Гарантии и контроль качества в системе мониторинга поверхностных вод суши» (1996 г.).
Усовершенствованы компьютерные технологии сбора, хранения, обработки, обобщения режимных гидрохимических данных на территориальном и локальном уровнях; разработана программная система поддержки и технологии представления гидрохимических данных на основе современных компьютерных средств Гидрохим-ПК, которая внедрена во всех сетевых подразделениях.

### Настоящее время
На сегодняшний день Гидрохимический институт является головным в стране учреждением по проблемам качества поверхностных вод суши, на которое возложено научно-методическое руководство сетью наблюдений за загрязнением поверхностных вод суши в рамках Государственной службы наблюдений за состоянием природной среды. Осуществляет функции методического центра по обработке сетевой гидрохимической информации. Является базовой организации Росгидромета по стандартизации и метрологии в области методов и технических средств получения информации о химическом составе и загрязнении поверхностных вод суши. 

## Структура института
- Лаборатория методов и технических средств анализа вод
- Лаборатория стандартизации и метрологии
- Лаборатория научно-методического руководства системой гидрохимических наблюдений и обобщения информации
- Лаборатория гидрохимии озер
- Лаборатория экспериментальной гидрохимии
- Лаборатория региональных исследований и прогнозирования качества вод
- Лаборатория дистанционных и химико-биологических  методов наблюдений за состоянием и загрязнением водных объектов
- Информационно-вычислительный центр
- Научная библиотека

## Руководители
- Кашинский Павел Александрович (1920 - 1951 гг.)
- Алекин Олег Александрович (1951 -1961 гг.)
- Дацко Василий Гордеевич (1961 - 1964 гг.)
- Фесенко Николай Григорьевич (1964 - 1965 гг.)
- Зенин Алексей Артемович (1966 - 1977 гг.)
- Никаноров Анатолий Максимович (1977 - 2014 гг.)
- Трофимчук Михаил Михайлович (2014 - по настоящее время)

## Известные сотрудники
В организации и развитии Гидрохимического института принимали участие известные ученые: профессор П.А. Кашинский, член-корреспондент АН СССР доктор химических наук О.А. Алекин, член-корреспондент РАН доктор геолого-минералогических наук А.М. Никаноров, доктора наук Н.В. Веселовский, В.Г. Дацко, С.А. Дуров, В.Я. Еременко, А.А. Зенин, В.Т. Каплин, А.Д. Семенов, В.Б. Страдомский, М.Н.Тарасов, А.Г. Страдомская и др. 

## Достижения
За прошедшие десятилетия сотрудниками института выполнен огромный объем фундаментальных и прикладных исследований, впечатляющий охватом водных объектов и решаемых проблем.
Так, с 1965 г. на основе анализа данных мониторинга загрязнения поверхностных водных объектов выполняется комплексная оценка качества поверхностных вод и выпускаются информационно-аналитические материалы. В настоящее время в ГХИ выпускаются Ежегодники «Качество поверхностных вод», подготавливаются материалы в «Обзор состояния и загрязнения окружающей среды Российской Федерации», для Web-сайта Росгидромета, Государственного водного кадастра «Ресурсы поверхностных и подземных вод, их использование и качество», Государственного доклада о состоянии окружающей среды, Государственного водного реестра. Информационно-аналитические материалы института с оценкой качества и загрязненности поверхностных водных объектов широко востребованы специалистами различных ведомств при планировании природоохранных мероприятий.
В ФГБУ «ГХИ» подготовлено более 150 нормативных документов по организации и ведению мониторинга загрязнения поверхностных водных объектов и методикам химического анализа воды и донных отложений, которые используются в практической деятельности Государственной наблюдательной сети Росгидромета, организаций других министерств и ведомств Российской Федерации и стран СНГ, занимающихся вопросами охраны окружающей среды.
За годы деятельности института подготовлено и издано 133 тома сборника «Гидрохимические материалы», в которых опубликованы научные статьи ведущих специалистов института и других учреждений страны, подготовлено более 50 монографий в области гидрохимии и мониторинга поверхностных водных объектов, в том числе серия из пяти монографий «Реки России», посвященных вопросам антропогенных преобразований речных экосистем, «Словарь-справочник по гидрохимии и качеству вод суши», «Руководство по химическому анализу поверхностных вод суши», награжденные ведомственными премиями Росгидромета как лучшие научно-исследовательские работы; учебники и учебные пособия для студентов высших и средних специальных учебных заведений. За последние 15 лет в ведущих научных журнала страны опубликовано более 200 статей. За цикл статей «Перспективные методы термодинамики и экологического моделирования при исследовании внутриводоёмных процессов в пресноводных экосистемах…», опубликованных в зарубежных изданиях в 2011-2013 гг., коллективу авторов в 2013 г. присуждена Международная премия академической издательской компании «Наука-Интерпериодика».
Помимо этого, в последнее десятилетие Гидрохимическим институтом выполнялись крупные научно-исследовательские проекты по реализации ФЦП «Развитие водохозяйственного комплекса Российской Федерации в 2012-2020 годах». Сотрудники института принимали и принимают участие в выполнении научно-исследовательских грантов РФФИ и РНФ.
Метрологическая служба института прошла аккредитацию в области обеспечения единства измерений на право аттестации методик и проведения метрологической экспертизы документов. В институте функционирует аккредитованный «Центр научно-методического обеспечения Государственной службы наблюдений за состоянием окружающей среды» при выполнении измерений в области мониторинга состояния, загрязнения окружающей среды и проведения контроля химического анализа в части ПВС.
Гидрохимическим институтом регулярно проводятся научные конференции с международным участием с целью всестороннего обсуждения достижений гидрохимии, оценки современного состояния и перспектив развития научно-методической базы мониторинга качества поверхностных вод в России и за рубежом, координации и кооперации работ в области мониторинга водных объектов, а также обучающие семинары со специалистами сетевых подразделений Росгидромета и лабораторий других ведомств.
С 1992 г. на базе института был организован филиал кафедры геоэкологии и прикладной геохимии Южного федерального университета, преобразованный в конце 2017 г. в научно-образовательный центр «Гидроэкология и охрана природных вод».  Студенты ЮФУ, специализирующиеся в области геоэкологии и аналитической химии, проходят производственную практику в лабораториях Гидрохимического института, результаты которой являются основой для подготовки курсовых и выпускных дипломных работ, магистерских и кандидатских диссертаций. Ведущие сотрудники института совмещают работу в ГХИ с преподавательской деятельностью в Южном федеральном университете.
В рамках подготовки и проведения Зимних Олимпийских и Паралимпийских игр – 2014 года институт принимал участие в разработке и практической реализации «Системы комплексного экологического мониторинга Сочинского национального парка и прилегающих территорий (СКЭМ)» в процессе строительства спортивных объектов, во время проведения Олимпиады, а также после её окончания. За успешно выполненную работу Гидрохимический институт по распоряжению Президента РФ награжден Грамотой и памятной медалью за значительный вклад в подготовку и проведение XXII Олимпийских и XI Паралимпийских игр в 2014 г. в Сочи.

## Основные направления деятельности института
На сегодняшний день Гидрохимический институт –  современное научно-исследовательское учреждение,  активно и успешно совмещающее научные исследования и оперативно-производственную работу в области гидрохимии и мониторинга водных объектов.
1. Оценка состояния, тенденций и динамики загрязнения поверхностных водных объектов Российской Федерации.
2. Подготовка и доведение до потребителей оперативно-прогностической, аналитической и режимно-справочной информации по водным ресурсам, режиму и качеству поверхностных вод.
3. Развитие и усовершенствование нормативно-методического обеспечения мониторинга загрязнения поверхностных водных объектов в части методик анализа природных вод и донных отложений.
4. Комплексная оценка современного экологического  состояния водной толщи, донных отложений озера Байкал, его притоков и атмосферных выпадений в бассейне озера.
5. Изучение последствий климатических изменений в речных экосистемах Арктического региона России.
6. Разработка предложений для оценки стационарного состояния водных объектов как основы для выявления природных фоновых концентраций растворенных химических веществ.
7. Разработка методов оценки состояния водных объектов по термодинамическим параметрам
8. Создание научно-методической базы дешифрирования дистанционно регистрируемой спектральной яркости восходящего от воды излучения в видимой области спектра для определения концентраций видимых компонентов и оценки состояния пресноводных объектов.
9. Усовершенствование технологии анализа и представления пространственно-временных данных с использованием ГИС-технологий для задач оценки загрязнения поверхностных вод.
10. Совершенствование методологии биотестирования по оценке токсичности компонентов водных экосистем